# چای‌اوستو (دینار)
چای‌اوستو (به ترکی استانبولی: Çayüstü) یک منطقهٔ مسکونی در ترکیه است که در دینار (شهر) واقع شده‌است.